# غلين ووكر
غلين ووكر (15 مارس 1967 المملكة المتحدة - ) هو لاعب كرة قدم بريطاني يلعب كلاعب وسط.